# Mill Creek (Chebogue River)
Mill Creek – zatoka (creek) rzeki Chebogue River w kanadyjskiej prowincji Nowa Szkocja, w hrabstwie Yarmouth; nazwa urzędowo zatwierdzona 6 marca 1929.